# Judy Parfitt
Judy Catherine Claire Parfitt (Sheffield, 7 novembre 1935) è un'attrice britannica.

## Biografia
Parfitt nacque a Sheffield, West Riding of Yorkshire nel 1935 da Catherine Josephine Caulton e Lawrence Hamilton Parfitt. Da adolescente frequentò la Notre Dame High School for Girls e in seguito studiò alla Royal Academy of Dramatic Art, diplomandosi nel 1953.
Parfitt iniziò la sua carriera in teatro nel 1954, comparendo nella produzione Fools Rush In nella Amersham Repertory Company.
Nel 1968 è nel film per la televisione della Hammer Journey to the Unknown, accanto a Joseph Cotten e Joan Crawford. Nel 1978, Parfitt apparì insieme a Laurence Olivier, Joan Plowright e Frank Finlay nell'episodio "Saturday, Sunday, Monday" di Laurence Olivier Presents. Nel 1981 interpretò il ruolo di Eleanor nella produzione della Royal Shakespeare Company di Peter Nichols Passion Play. Nel 1987 è nel cast del film Maurice.
Due di suoi ruoli più importanti sono Mildred Layton in The Jewel in the Crown per il quale ha ricevuto la sua prima candidatura ai BAFTA e Lady Catherine de Bourgh nella miniserie televisiva del 1980 di Orgoglio e pregiudizio. Nel 1995 porta sulla scena l'autoritaria ex datrice di lavoro di Kathy Bates ne L'ultima eclissi.
Nel 1997 è nel cast del film biografico Wilde interpretando Lady Mount-Temple, acconto a Stephen Fry, Vanessa Redgrave e Gemma Jones in 1997. Nel 2003 recita ne La ragazza con l'orecchino di perla, che le ha fatto guadagnare la seconda candidatura ai BAFTA come migliore attrice non protagonista.
Nel 2008 è la crudele Mrs Clennam, l'antagonista principale in Little Dorrit, insieme a Alun Armstrong, Sue Johnston e Matthew Macfadyen. Dal 2012 veste i panni di sorella Monica Joan nella serie BBC L'amore e la vita - Call the Midwife, un'anziana suora nella fase iniziale della demenza. La severa formazione educativa di suor Monica Joan e la conoscenza della letteratura classica sono spesso utilizzati nel programma come un modo per riflettere sul dramma in corso.

## Vita privata
Nel 1963, Parfitt sposò l'attore Tony Steedman a Harrow, Middlesex. Steedman morì nel 2001. La coppia aveva un figlio, David.

## Filmografia parziale

### Cinema
- Hamlet, regia di Tony Richardson (1969)
- Galileo, regia di Joseph Losey (1975)
- Champions, regia di John Irvin (1984)
- The Chain, regia di Jack Gold (1984)
- Maurice, regia di James Ivory (1987)
- Diamond Skulls, regia di Nick Broomfield (1989)
- Senza nessun timore (Getting It Right), regia di Randal Kleiser (1977)
- Sua maestà viene da Las Vegas (King Ralph), regia di David S. Ward (1991)
- L'ultima eclissi (Dolores Claiborne), regia di Taylor Hackford (1995)
- Wilde, regia di Brian Gilbert (1997)
- La leggenda di un amore - Cinderella (Ever After), regia di Andy Tennant (1998)
- La ragazza con l'orecchino di perla, regia di Peter Webber (2003)
- The Aryan Couple, regia di John Daly (2004)
- Follia (Asylum), regia di David Mackenzie (2005)
- Dean Spanley, regia di Toa Fraser (2008)
- W.E. - Edward e Wallis (W.E.), regia di Madonna (2011)
- The Moth Diaries, regia di Mary Harron (2011)
- Hello Carter, regia di Anthony Wilcox (2013)

### Televisione
- Agente speciale (The Avengers) – serie TV, 4 episodi (1962-1968)
- Crown Court – serie TV, 17 episodi (1975-1982)
- Orgoglio e pregiudizio (Pride and Prejudice), regia di Cyril Coke – miniserie TV, 2 puntate (1980)
- A Tale of Two Cities, regia di Michael E. Briant – miniserie TV, 7 puntate (1980)
- The Jewel in the Crown – serie TV, 9 episodi (1984)
- Mr Pye, regia di Michael Darlow – miniserie TV, 4 puntate (1986)
- Biancaneve a Beverly Hills (The Charmings) – serie TV, 21 episodi (1987-1988)
- La signora in giallo (Murder, She Wrote) – serie TV, episodio 5x14 (1989)
- Heavy Weather, regia di Jack Gold – film TV (1995)
- L'ispettore Barnaby (Midsomer Murders) – serie TV, episodi 2x01-11x06 (1999-2008)
- E.R. - Medici in prima linea (ER) – serie TV, 3 episodi (2000-2001)
- Poirot (Agatha Christie's Poirot) – serie TV, episodio 9x03 (2004)
- Funland – serie TV, 11 episodi (2005)
- L'amore e la vita - Call the Midwife (Call the Midwife) – serie TV (2012-in corso)
- Little Dorrit – miniserie TV, 12 puntate (2008)
- Up the Women – serie TV, 9 episodi (2013-2015)
- Miss Marple (Agatha Christie's Marple) – serie TV, episodio 6x02 (2013)
- The Game – serie TV, 5 episodi (2015)

## Doppiatrici italiane
Nelle versioni in italiano delle opere in cui ha recitato, Judy Parfitt è stata doppiata da:
- Marzia Ubaldi in La signora in giallo, Biancaneve a Beverly Hills
- Melina Martello in Wilde, L'amore e la vita - Call the Midwife
- Alba Cardilli in La leggenda di un amore - Cinderella, Poirot
- Elettra Bisetti in Maurice
- Anna Teresa Eugeni in Il piccolo popolo dei Graffignoli
- Claudia Giannotti in L'ultima eclissi
- Noemi Gifuni in E.R. - Medici in prima linea
- Gabriella Genta in La ragazza con l'orecchino di perla
- Angiola Baggi in Follia
- Maria Pia Di Meo in W.E. - Edward e Wallis
- Stefania Romagnoli in The Moth Diaries
- Graziella Polesinanti in Miss Marple